# Шувалов Віктор Георгійович
Шувалов Віктор Георгійович — український кінооператор-документаліст. Член Національної спілки кінематографістів України.

## З життєпису
Народився 16 листопада 1938 р. в Києві в родині службовця. Закінчив Київський кінотехнікум (1956) і операторський факультет Всесоюзного державного інституту кінематографії (1964).
Працював асистентом кінооператора («Тіні забутих предків» (1964) тощо) на Київській кіностудії ім. О. П. Довженка, а з 1970 р. — оператор «Укркінохроніки».
Помер 16 березня 2006 року.

## Праця
Зняв художні фільми «На самоті з ніччю» (1966), «У пошуках мільйонерки» (1993, реж. В. Артеменко) й документальні стрічки:
- «Співає Ніна Матвієнко»,
- «Сонячний рейс» (1971, Спеціальний приз Всесоюзного кінофестивалю «Кіномарина» в Одесі, 1973),
- «Все життя з морем» (1972),
- «Кольорові думи»,
- «В степу під Херсоном»,
- «Дисертація Григорія Середи» (1973),
- «Обличчям до зорі»,
- «Народження вогню»,
- «Радянська Україна. Від з'їзду до з'їзду» (1975, у співавт.),
- «Батьківською стежкою» (1979),
- «Марія з Малої землі» (1980, у співавт.),
- «Засуджений до розстрілу» (1981),
- «Бути чи не бути… Бути» (1986),
- «Розділю твій біль» (1989).